# Бегемот (студия)
Begemot Visual Arts (Бегемот СПб) — одна из первых российских студий компьютерной графики и визуальных эффектов. Основным направлением деятельности является производство визуальных компьютерных эффектов для кино, телевидения, интернета. Руководитель студии Олег Кондратьев.
Студия Бегемот участвовала в фестивалях Аниграф и Телеграф, является призёром 49-го Международного Берлинского кинофестиваля — Золотой Медведь за короткометражный фильм Фараон (1999 год, номинация «Лучший короткометражный фильм»). Так же фильм Фараон является призёром международного фестиваля анимационных фильмов КРОК в номинации «Приз за лучший фильм в категории от 5 до 10 минут».

## Видеопроизводство, визуальные эффекты
Begemot Visual Arts принимала участие в работе над спецэффектами для множества крупных кино- и ТВ-проектов:
- Полигон-1, 1994
- Горько!, 1998
- Фараон (из цикла «Мифы»), 1999
- Особенности национальной рыбалки, 1999
- Смокер, 2000
- Особенности национальной охоты в зимний период, 2000
- Любовь и другие кошмары, 2000
- Крот, 2001
- Бандитский Петербург 3, 2001
- Русские страшилки, 2001
- Подвиги Геракла (из цикла «Мифы»), 2001
- Прикованный, 2002
- Агентство "Золотая Пуля", 2002
- Танцор, 2003
- Идиот, 2003
- Три цвета любви, 2004
- Иванов и Рабинович, 2004
- Шахматист, 2004
- Потерявшие Солнце, 2004
- Опера. Хроники убойного отдела, 2004
- Фаворский, 2004
- У самого моря, 2005
- Вепрь, 2005
- Мастер и Маргарита, 2005
- Синдикат, 2006
- Дюймовочка, 2006
- Обратный отсчёт, 2006
- Охота на пиранью, 2006
- Ветка сирени, 2007
- MONA, 2007
- Стритрейсеры, 2008
- Лошадиная энциклопедия, 2008
- Тарас Бульба, 2009
- Пётр Первый. Завещание, 2011